# Ehringsdorfer Urmensch

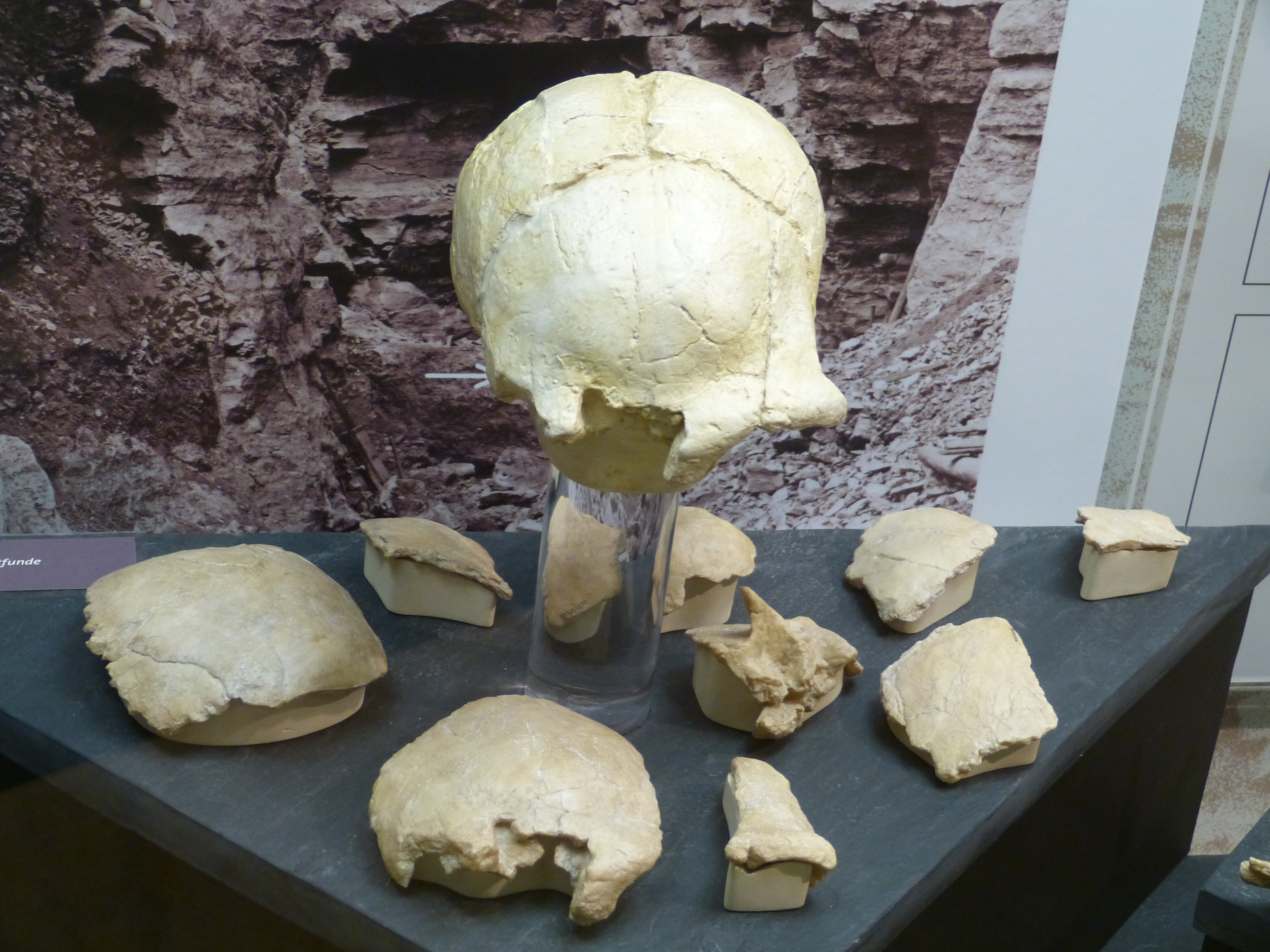
Reste der Ehringsdorfer „Urmenschen“, Museum für Ur- und Frühgeschichte Thüringens, Weimar

Beim Ehringsdorfer Urmenschen handelt es sich um Reste von insgesamt sieben „Urmenschen“, die seit 1908 in den Travertin-Steinbrüchen des Ilmtales am Rand von Ehringsdorf, einem Ortsteil von Weimar gefunden wurden. Am bekanntesten wurde die 1925 gefundene vollständige Schädelkalotte mit zugehörigen weiblichen Skelettresten.

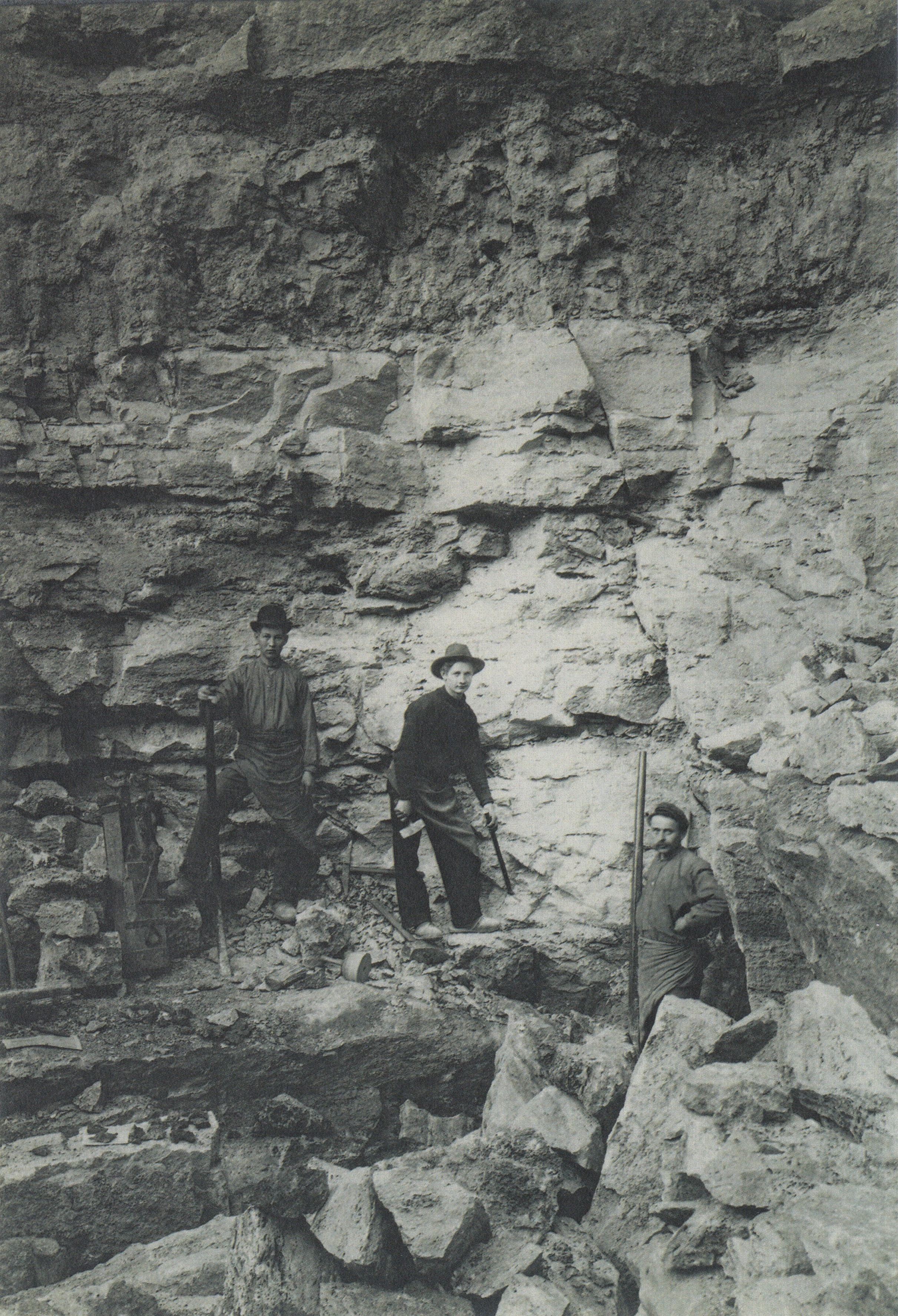
Fundstelle des ersten Schädelknochens im Ehringsdorfer Steinbruch (1908)

## Fundgeschichte
In der Fundstelle in den Steinbrüchen bei Ehringsdorf wurde 1907 erstmals eine intakte paläolithische Fundschicht entdeckt. 1908–1913 wurden erste menschliche Schädelknochen entdeckt, 1914 ein Unterkiefer im Steinbruch Kämpe. 1916 wurden Teile eines Oberkörperskeletts, ein Unterkiefer, Zähne sowie ein Teil des Oberkiefers eines Kindes gefunden. Am 21. September 1925 erfolgte die Entdeckung der berühmten Schädelkalotte im Steinbruch Fischer. Ernst Lindig und sein Sohn Kurt Lindig übernahmen die Bergung. Das Gehirnvolumen des vollständigen Schädels beträgt 1450 cm3.
Es handelt sich um die fossilen Überreste einer etwa 20- bis 30-jährigen Frau, die zunächst in die Eem-Warmzeit (126.000–115.000 Jahre vor heute) datiert wurden, danach jedoch in die nächst ältere Warmzeit (250.000 ± 50.000 Jahre vor heute). Über die Datierung des Fundes gab es unterschiedliche Angaben, da die Korrelation mit der Eem-Warmzeit infolge radiometrischer Datierungen umstritten war. Den Nachweis einer Herkunft aus der Epoche von vor rund 230.000 Jahren lieferten Daten aus Uran-Thorium-Datierungen und der Datierung einer Zahnschmelzprobe aus dem Unteren Travertin mit Hilfe der Elektronenspinresonanzmethode.
Von Emanuel Vlček, der die Fossilien zwischen 1978 und 1982 untersuchte, wurden sowohl Merkmale des (nach heutigem Wissensstand in Europa noch nicht eingewanderten) archaischen Homo sapiens als auch des Neandertalers beschrieben. Heute werden hingegen Neandertalermerkmale im Vordergrund gesehen. Sollte die höhere Altersangabe und die damit verbundene Zuordnung in die Sauerstoff-Isotopenstufe MIS 7 Bestand haben, ist der Fund etwas jünger als der „Urmensch von Steinheim“ (MIS 9) und fällt in jene Epoche, deren europäische Vertreter der Gattung Homo wahlweise als später Homo heidelbergensis oder als „Prä-Neandertaler“ bezeichnet werden. 
Die Silexspitze von Weimar-Ehringsdorf wurde 2014 aufgefunden.

## Umgebung und Fundlandschaft

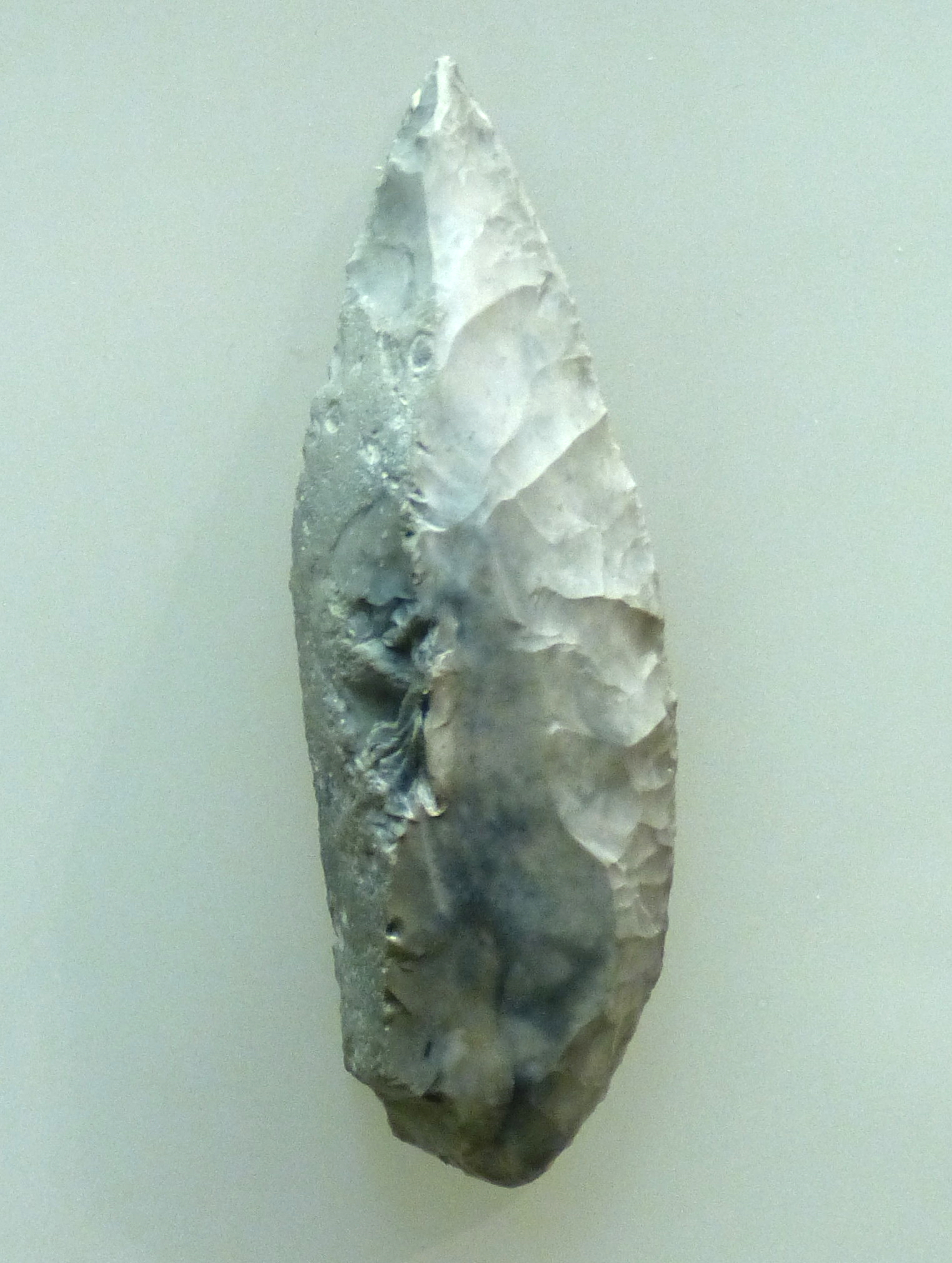
Feuersteinspitze aus Weimar, Museum für Ur- und Frühgeschichte Thüringens, Weimar

Die Überreste des Ehringsdorfer Urmenschen gehören zu einer Reihe von Fossilfundstellen und archäologischen Fundplätzen, die in und um Weimar gefunden wurden. Andere wichtige Fundstätten im Weimarer Stadtgebiet liegen in der Innenstadt (Fundstellen „Parktravertin“ im Ilmpark und „Belvederer Allee“) sowie im Ortsteil Taubach. In Oßmannstedt befindet sich eine wissenschaftlich bedeutende Fundstätte der näheren Umgebung, kleinere Fundstellen liegen praktisch im gesamten Landkreis Weimarer Land. Die auffällige Häufung in diesem Raum wird damit erklärt, dass Weimar genau auf der sogenannten Feuersteinlinie der Elstereiszeit liegt, wo die Endmoräne der ersten skandinavischen Inlandvereisung für eine Häufung oberflächig transportierten Feuersteins gesorgt hat. Außerdem begünstigte das für diese Gegend typische Travertingestein (die sogenannten Ilmtaltravertine) die Konservierung von Steinartefakten und Knochen.
Im Jahr 1998 wurde der Teil des Steinbruches, der den Forschungspfeiler und den 33 m breiten Bereich der Fischerwand enthält, als geschützter Landschaftsbestandteil unter Naturschutz gestellt, da außer seiner archäologischen Bedeutung dieser Bereich auch als Biotop als schutzwürdig eingestuft wurde. Die Fischerwand ist der Bereich, der oben als Steinbruch Fischer bezeichnet wird.